# پل کانلین
پل کانلین (انگلیسی: Paul Conlin؛ زادهٔ ۲۶ ژانویهٔ ۱۹۴۳) بازیکن هاکی روی یخ اهل کانادا بود.
وی در مسابقات کشوری و بین‌المللی در مجموع برندهٔ ۱ مدال برنز شده‌است.